# Crataegus thermopegaea
Crataegus thermopegaea är en rosväxtart som beskrevs av Edward Palmer. Crataegus thermopegaea ingår i Hagtornssläktet som ingår i familjen rosväxter. Inga underarter finns listade i Catalogue of Life.